# A Föld legnagyobb hősei
A Föld legnagyobb hősei vagy The Avengers: A Föld legnagyobb hősei (eredeti cím: The Avengers: Earth's Mightiest Heroes) 2010-től 2013-ig vetített amerikai televíziós 2D-s számítógépes animációs sorozat, amelyet a Marvel Animation készített. Amerikában a Disney XD vetítette, Kanadában a Teletoon sugározta, Magyarországon pedig a Story4 adta.

## Ismertető
A főhősök, Vasember, Thor, Amerika kapitány, Hulk, Fekete Párduc, Sólyomszem, Hangya és Darázs. A 9 hős sikeresen leküzdötte a Super-Villains bolygó lakóit, akik kegyetlen, veszélyt hozó gaztevők. A Super-Villain bolygóján levő cella biztonsági rendszere, egy váratlan időpontban egyszerűen működés képtelenné vált és a kaotikus állapot hirtelen szétterjed a világban. A földlakók hőseinek együtt kell harcolniuk, hogy a bolygót időben megmentsék, mert egymagukban képtelenek győzni a gonosz erőkkel szemben.

## Szereplők
- Vasember (Eredeti hangja: Eric Loomis, Magyar hangja: Király Attila)
- Thor (Eredeti hangja: Rick D. Wasserman,  Magyar hangja: Juhász György)
- Amerika Kapitány (Eredeti hangja: Brian Bloom,  Magyar hangja: Sarádi Zsolt)
- Hulk (Eredeti hangja: Fred Tatasciore,  Magyar hangja: ?)
- Fekete Párduc (Eredeti hangja: James C. Mathis III,  Magyar hangja: Renácz Zoltán)
- Fekete Özvegy (Eredeti hangja: Vanessa Marshall,  Magyar hangja: ?)
- Sólyomszem (Eredeti hangja: Chris Cox ,  Magyar hangja: Élő Balázs)
- Hangya (Eredeti hangja: Crispin Freeman, Magyar hangja: Vári Attila)
- Darázs (Eredeti hangja: Colleen Ann Villard, Magyar hangja: Major Melinda)

## Epizódok
1. A vasember születése (Iron Man is Born)
2. A hatalmas Thor (Thor the Mighty)
3. Hulk a világ ellen (Hulk Vs The World)
4. Amerika kapitány (Meet Captain America)
5. Az ember a hangyabolyban (The Man in the Ant Hill)
6. A szökés, 1. rész (Breakout, Part 1)
7. A szökés, 2. rész (Breakout, Part 2)
8. Egységben az erő (Some Assembly Required)
9. Az élő legenda (Living Legend)
10. Energikon (Everything is Wonderful)
11. A párduc küldetése (Panther's Quest)
12. Gamma világ, 1. rész (Gamma World, Part 1)
13. Gamma világ, 2. rész (Gamma World, Part 2)
14. Mesterbűnözők (Masters of Evil)
15. 459 (459)
16. A férfi, aki ellopta a holnapot (The Man Who Stole Tomorrow)
17. A hódító eljövetele (Come the Conqueror)
18. A keng dinasztia (The kang Dynasty)
19. A fekete özvegy fullánkja (Widow's Sting)
20. Az ősi tél szelepcéje (The Casket of Ancient Winters)
21. Éljen, a hidra (Hail, Hdyra)
22. Ultron-5 (Ultron-5)
23. Az ultron parancs (The Ultron Imperative)
24. A túsz bolygó (This Hostage Earth)
25. Asgard bukása (The Fall of Asgard)
26. Egy rendkívüli nap (A Day Unlike Any Other)